# Mycale levii
Mycale levii är en svampdjursart som först beskrevs av Uriz 1987.  Mycale levii ingår i släktet Mycale och familjen Mycalidae. Inga underarter finns listade i Catalogue of Life.